# جاكو (حرب النجوم)
جاكو هو كوكب صحراوي خيالي ظهر لأول مرة في فيلم حرب النجوم: القوة تنهض لعام 2015.